# رئونیون
رِئونیون، جزیره‌ای در جنوب غربی اقیانوس هند و یکی از سرزمین‌های فرادریایی فرانسه و نزدیک‌ترین خشکی به آن، کشور موریس است.

## آب و هوا
آب و هوایی استوایی و تحت نفوذ بادهای بسامان شرقی غربی است. کوه‌های بلند آتشفشانی، منطقه بارانی شرقی، منطقه خشک غربی، درجه حرارت بالای کنار دریاو درجه حرارت خنک ارتفاعات از مشخصات آب و هوایی این جزیره‌است.
علی‌رغم آب و هوای استوایی به علت مجاورت با اقیانوس درجه هوا به ندرت به بالاتر از °۳۵ می‌رسد. بین ماه‌های ژانویه تا مارس جزیره در معرض چرخندها با بادهایی با سرعت ۲۰۰ کیلومتر در ساعت است.

## اولین کاشفان و ساکنان جزیره
دریانوردان اروپایی اولین بار به این جزیره رسیدند. پرتغالی‌ها در سال ۱۵۰۰ میلادی سپس هلندی‌ها و انگلیسی‌ها در مسیر خود در راه هند و در نهایت فرانسوی‌ها در سال ۱۶۴۲ میلادی، که جزیره را به‌نام خانواده سلطنتی فرانسه، بوربون نامیدند. اولین مهاجران فرانسوی در سال ۱۶۶۵ با پنج فروند کشتی پا به این جزیره نهادند.

## جمعیت
جمعیت ۸۰۸٬۲۵۰ نفری جزیره شامل نژادهای مختلفی از آفریقا، هندی، چینی، مجمع الجزایر قمر و اروپا است. زبان رسمی فرانسوی است ولی از سال ۲۰۰۱ زبان کریؤل (ترکیب فرانسوی و زبان‌های محلی) نیز در مدارس بنام زبان و فرهنگ بومی تدریس می‌شود.
جزایر فرانسه در دریای کارائیب و اقیانوس هند، بازماندهٔ مستعمرات این کشور، از قرن هفدهم هستند. بعد از جنگ جهانی دوم، در سال ۱۹۴۶، با تصویب قانونی در مجلس فرانسه، این جزایر از شکل مستعمره خارج شده و به یکی از استان‌های فرانسه تبدیل شدند.
- سنت بنوی
- لو پورت
- لو تامپون
- سنت آندره
- سنت دنی
- سنت لوئی
- سنت پال
- سنت پی یر

## نگارخانه

پرچم پیشنهاد شده رئونیون
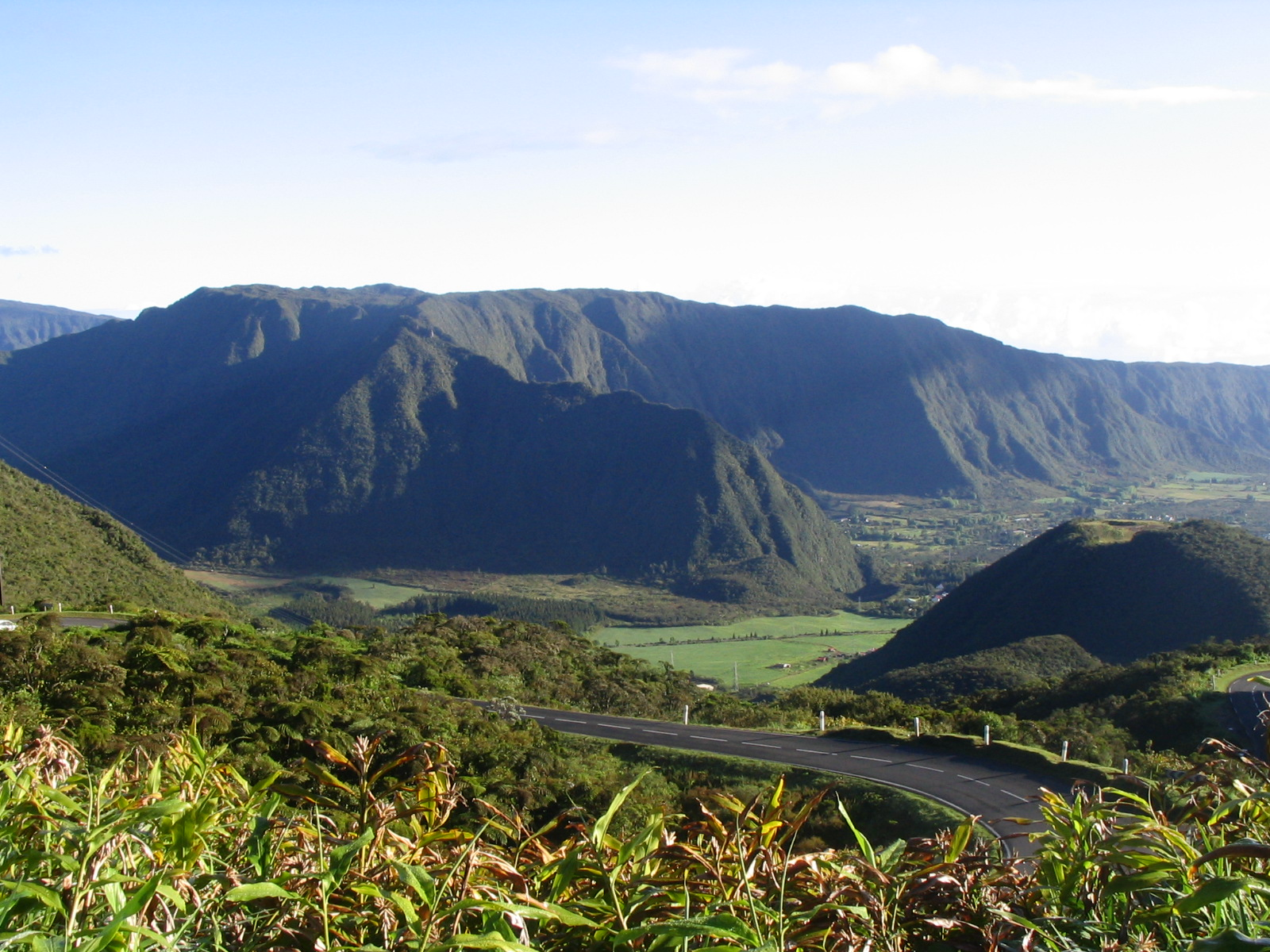
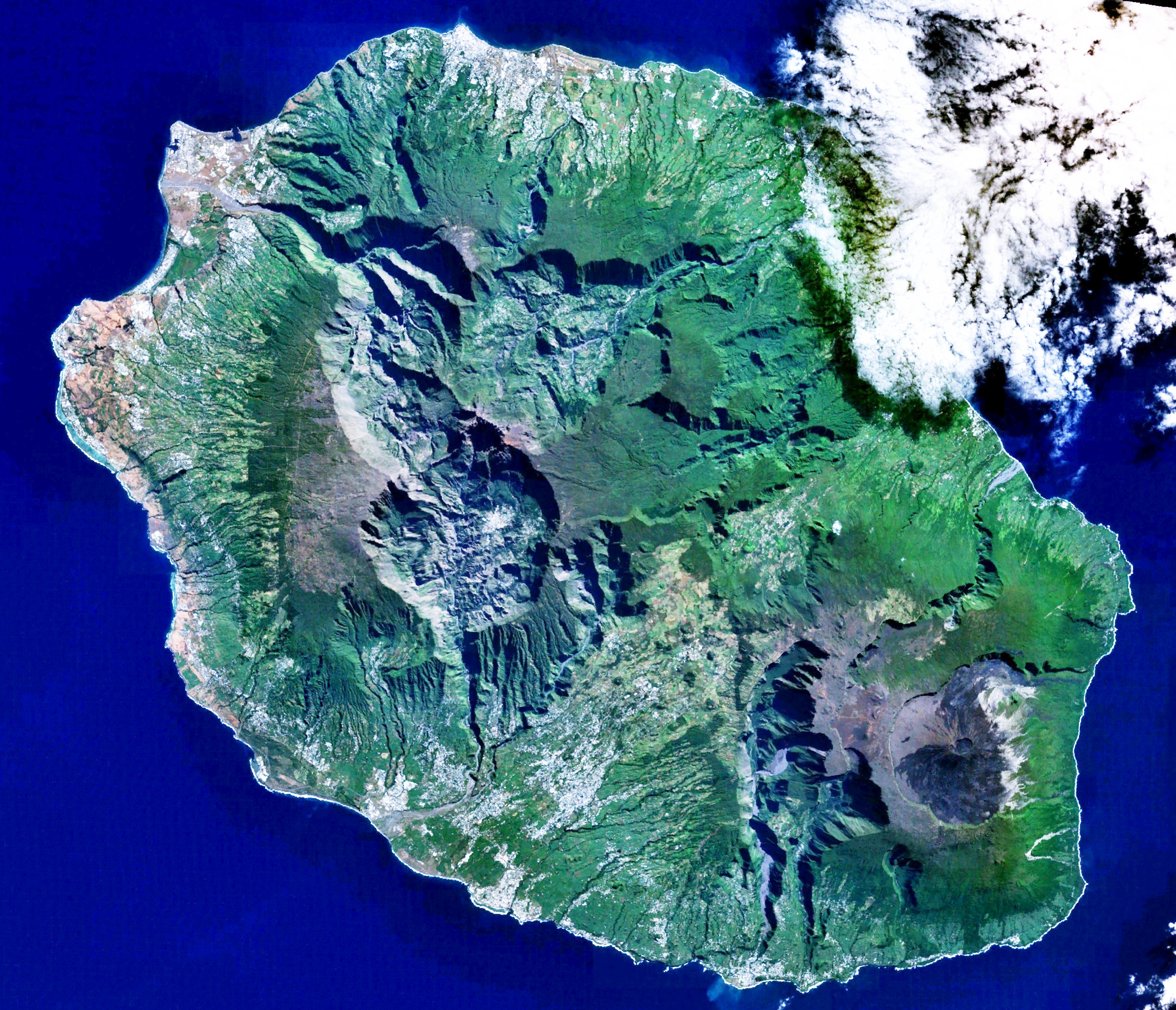
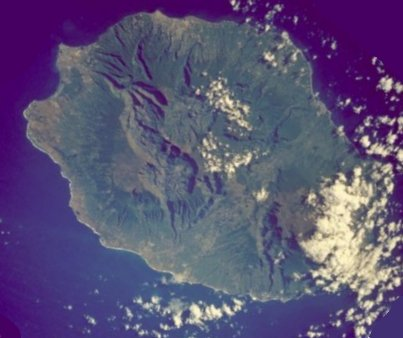
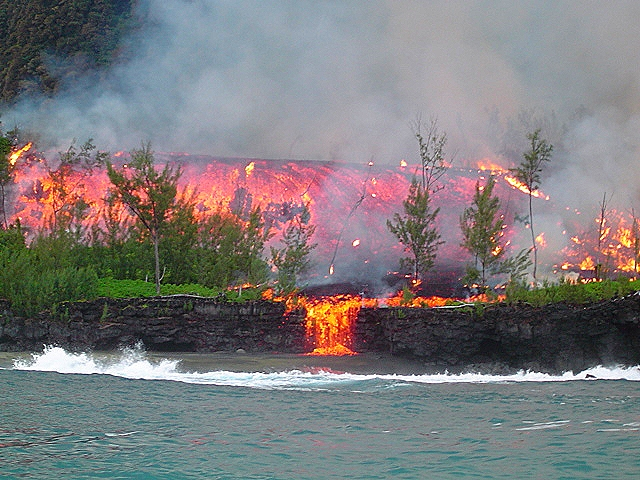
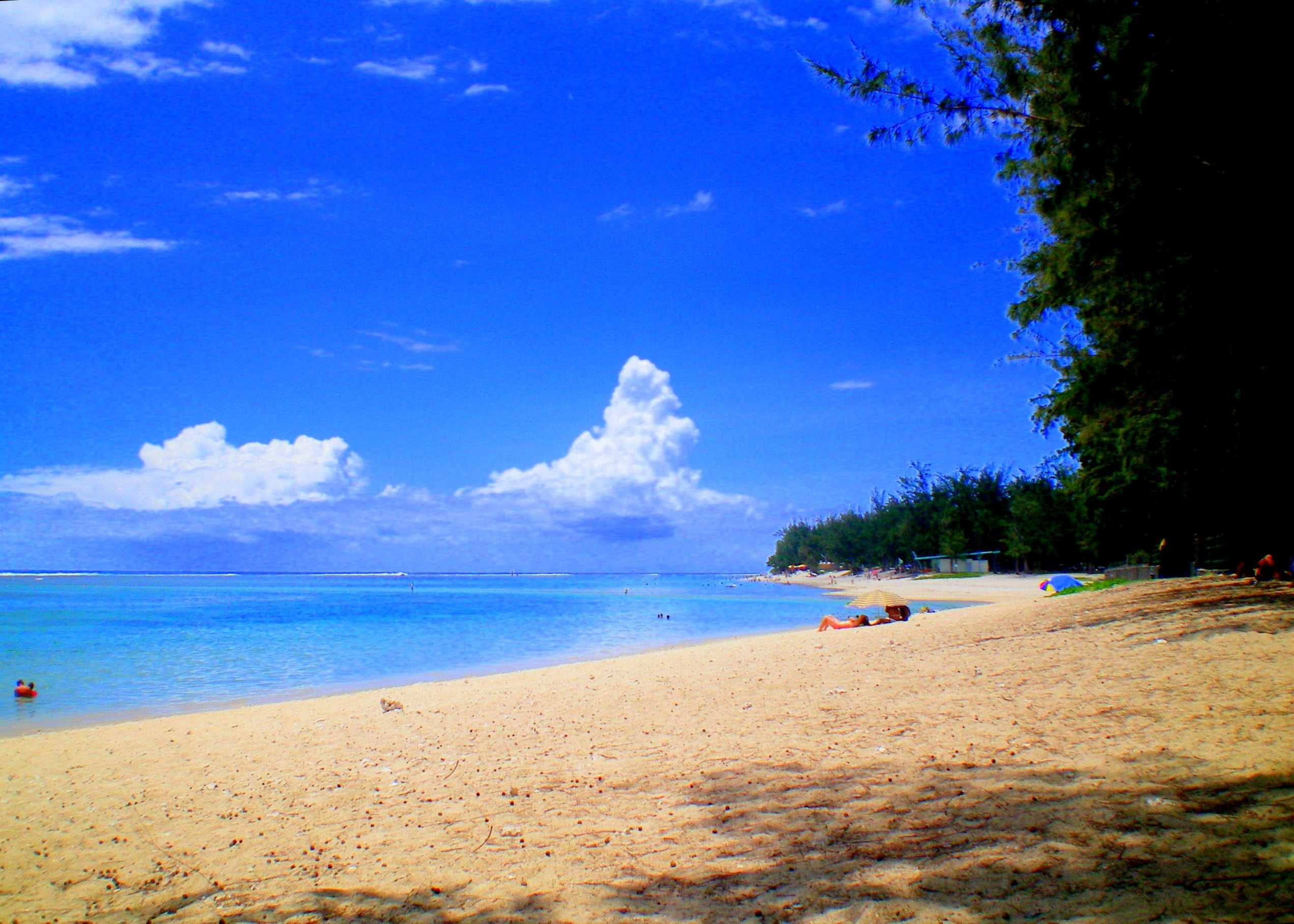